# 奥西耶尔
奥西耶尔（法語：Orcières，法語發音：[ɔʁsjɛʁ]）是法国上阿尔卑斯省的一个市镇，位于该省中东部，属于加普区。

## 地理
奥西耶尔（44°41'4"N, 6°19'30"E）面积98.27 平方千米，位于法国普罗旺斯-阿尔卑斯-蓝色海岸大区上阿尔卑斯省，该省份为法国东南部内陆省份，北起萨瓦省，西北接伊泽尔省，西南接德龙省，南至上普罗旺斯阿尔卑斯省，东北部与意大利接壤。
与奥西耶尔接壤的市镇（或旧市镇、城区）包括：昂塞勒、尚波莱翁、沙托鲁莱萨尔普、弗雷西尼耶尔、雷阿隆、圣让-圣尼古拉。

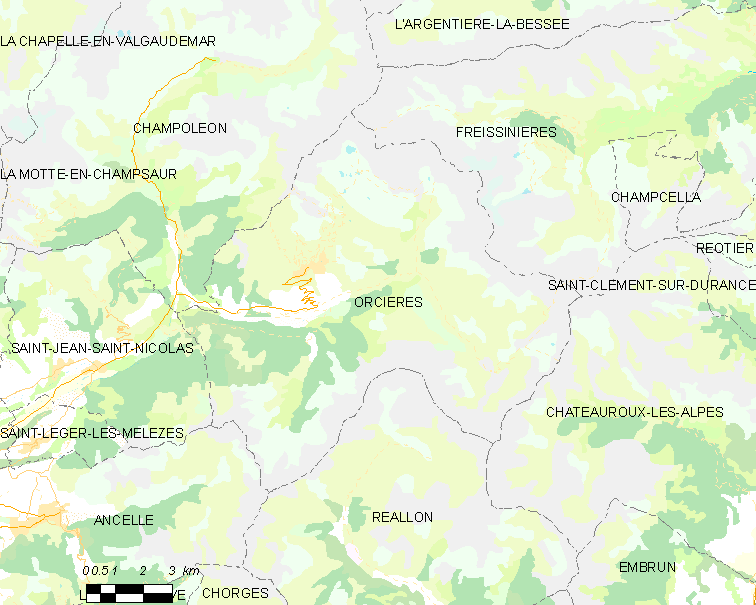
奥西耶尔的OSM定位图

奥西耶尔的时区为UTC+01:00、UTC+02:00（夏令时）。

## 行政
奥西耶尔的邮政编码为05170，INSEE市镇编码为05096。

## 政治
奥西耶尔所属的省级选区为圣博内昂尚索尔县。

## 人口

1962-2008年间奥西耶尔人口变化图示

奥西耶尔于2022年1月1日时的人口数量为660人。